# ماستودون (فرقة موسيقية)

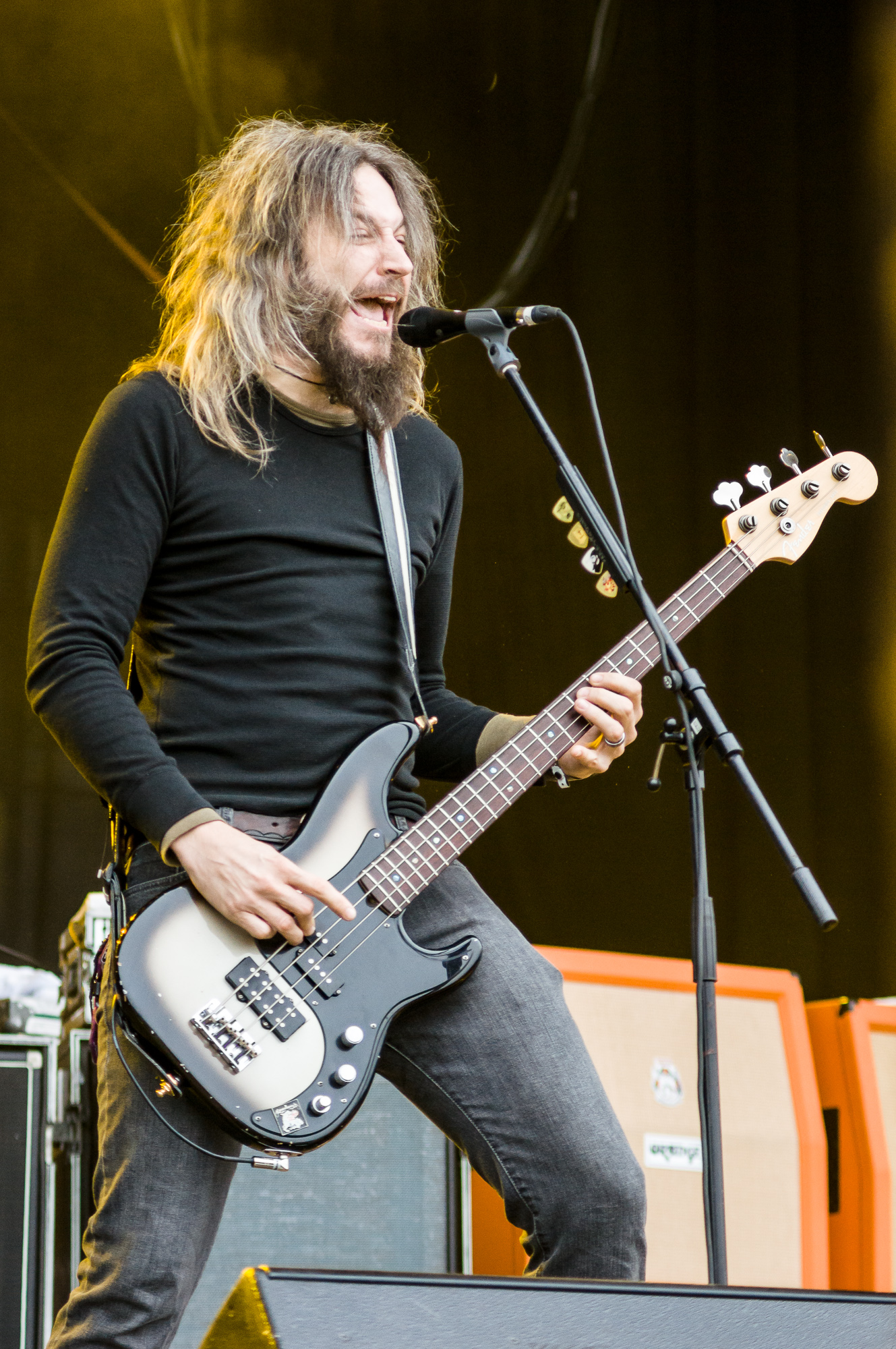
تروي ساندرس عام 2012

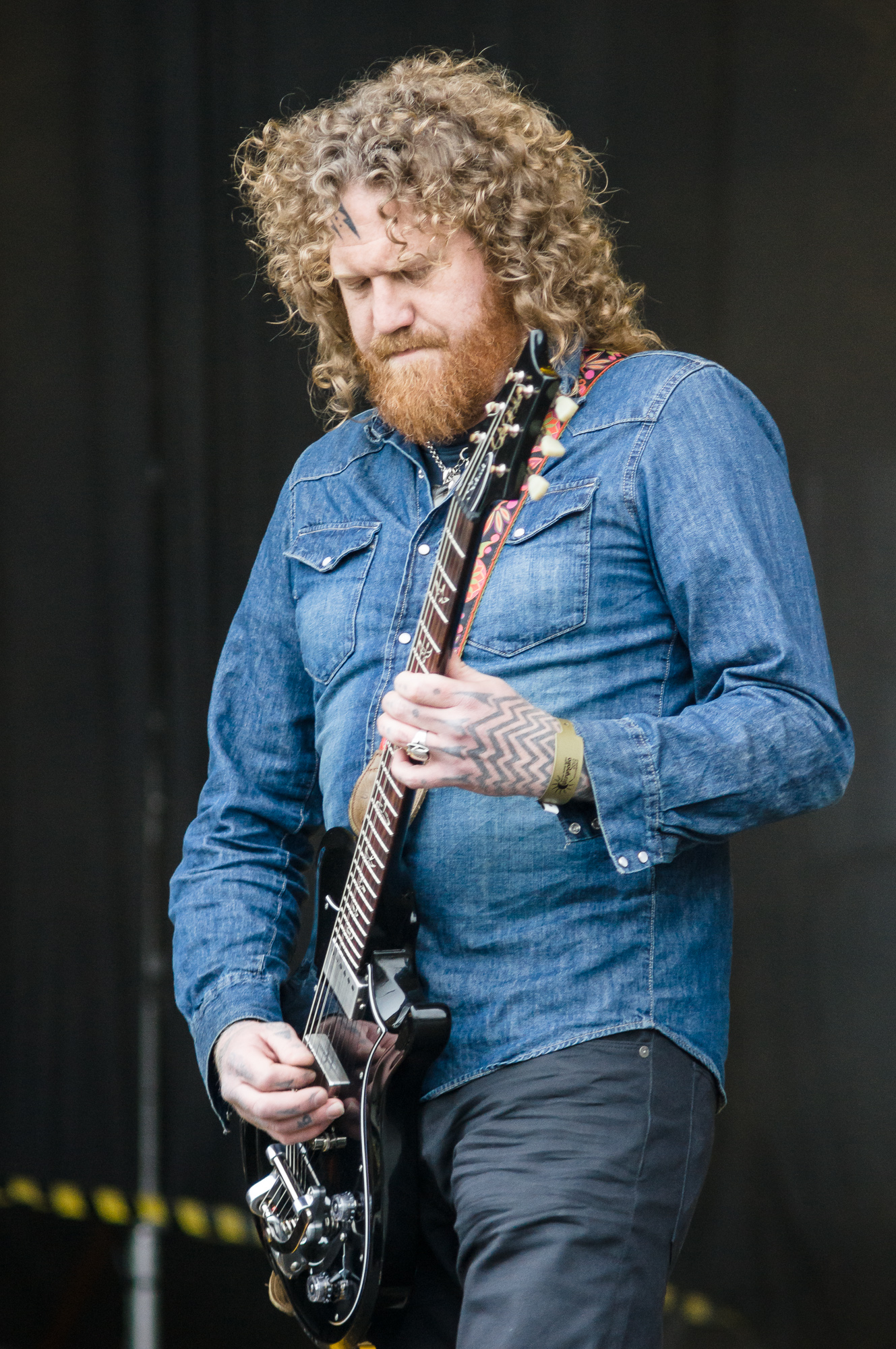
برينت هيند عام 2012

ماستودون فرقة ميتال موسيقية، وقد رشحت لجائزة غرامي، الفرقة أسست سنة 1999 بمدينة أتلانتا بالولايات المتحدة الأمريكية من طرف بران ديلور، بيل كيلهير، تروي ساندرس، برنت هيندس، والمغني الرئيسي في الفرقة إيريك سانر، ماستردون أصدرت 4 ألبومات منذ تأسيسها وقد لقيت نجاحا في جميع بقاع العالم، وكلما أصدر ألبوم زادت معه شهرة الفريق.

## نبذة

### السنوات الأولى
ماستردون تأسست في أواخر سنة 1999 من طرف المغني برانديلور، والغيتاريست بيل كيليهر، والقادم من مدينة روكستر تروي ساندرس، والمغني / الغيتاريست بيرنت هيندس حيث التقوا في أحد حفلات الروك بالمدينة، ووجدوا أنهم يناسبون بعضهم البعض لصخب الروك الكبير الذي يتمتعون به.
و قامت المجموعة سنة 2000 أداء تجريبي تميز فيه المغني الأول للفرقة آنذاك إيريك سانر، الذي انسحب من الفرقة بعد شهرين من البداية لأسباب شخصية، وبعد 4 أغاني تجريبية وبعض الفيديوات قررت الفرقة الإفراج عن أول ألبوم لهم سنة 2001 بعنوان Lifesblood، قبل أن تصدر بعدها ألبوما ثانيا كاملا سنة 2002 بعنوان Remission.

### ألبوم Leviathan
ألوم ضحم صدر سنة 2004 ولقي إشادة كبيرة من النقاد، وحصل على جوائز كيرانغ ومجلة تيروزيير لألبوم السنة، الرتبة الثانية لسنة 2004 والثالتة ضمن أفضل 20 ألبوم ميتال في التاريخ حسب جائزة الميتال هامر البريطانية، Leviathan مقتبس من رواية الكاتب هيرمان ملفيل، موبي ديك، بعد إصدار الألبوم شاركت الفرقة في جولة الإينولي آليانس بأوروبا مع مجموعتي سلاير وسليبكنوت.

### ألبوم Blood Mountain
ثالت ألأبوم للفرقة أصدر بتاريخ 12 سبتمبر 2006 حيث قامت المجموعة بجولة في أمريكا وأوروبا، أستراليا ونيوزلندا لنشر الألبوم، وقد خرجت بعض أغاني الألبوم لشبكة الإنترنت قبل صدوره رسميا، مما تسبب في بعض الخسائر المادية.
أغنية Colony of Birchmen بالألبوم ترشحت لجائزة غرامي سنة 2006 لكنها لم خسرت السابق لفائدة أغنية Eyes of the Insane من ألبوم Christ Illusion، الألبوم تم عرضه في أحد سهرات الـ NBC حيث شاهده 2.4 مليون مشاهد عبر العالم، وفاز بعدة جوائز داخل وخارج أمريكا زاد معها شهرة الفرقة.

### جولات
الفرقة قامت بعدة جولات نظمت فيها حفلات في جميع أنحاء العالم، كجولة أمريكا الشمالية مع فرق Against Me!, Planes Mistaken for Stars, These Arms Are Snakes، كذلك شاركت ماستودون في مهرجان هوف بالنرويج، مهرجان بيتشكوف، وسنة 2007 في مهرجان الروك بصحراء دبي، 2008 بمهرجان بونارو، مهرجان ماينهار ومرة أخرى بجولة الإنولي آليانس في أوروبا سنة 2008، إضافة لعدة سهرات في قنوات تلفزيونية، ومن المرتقب أن يتوجهوا رفقة ميتاليكا في جولة أوروبية أواخر 2009.

## في الثقافة الشعبية
أغنية Blood and Thunder من ألبوم Leviathan برز في الموسيقى التصويرية في ألعاب Need for Speed: Most Wanted, Project Gotham Racing 3، Saints Row وكذلك استمعنا لها في موسيقى الألعاب اليابانية DrumMania و GuitarFreaks.
و بعد احتلال الألعاب الموسيقية لسوق ألعاب الفيديو ظهرت أغاني لماستودون في ألعاب أخرى كGuitar Hero III: Legends of Rock, Rock Band 2, Guitar Hero: Metallica, Army of Two وكذلك في فيلم الأنمي Aqua Teen Hunger Force Colon Movie Film for Theaters.

## وصلات خارجية
- ماستودون على موقع IMDb (الإنجليزية)
- ماستودون على موقع ميوزك برينز (الإنجليزية)
- ماستودون على موقع رولينغ ستون (الإنجليزية)
- ماستودون على موقع أول ميوزيك (الإنجليزية)
- ماستودون على موقع ديسكوغز (الإنجليزية)
- ماستودون على موقع قاعدة بيانات الفيلم (الإنجليزية)